# Argelès-Gazost
Argelès-Gazost è un comune francese di 3 502 abitanti situato nel dipartimento degli Alti Pirenei nella regione dell'Occitania.

## Società

### Evoluzione demografica
Abitanti censiti